# 蘇季利夫卡河
蘇季利夫卡河（烏克蘭語：Судилівка），是烏克蘭的河流，位於該國西北部，流經利沃夫州和沃倫州，屬於斯特里河的左支流，河道全長27公里，流域面積290平方公里，發源自斯托亞尼夫以南。